# Florica (okręg Braiła)
Florica – wieś w Rumunii, w okręgu Braiła, w gminie Roșiori. W 2011 roku liczyła 470 mieszkańców.